# Grand Theft Auto: London, 1969
A Grand Theft Auto: London, 1969 a GTA-sorozat első kiegészítése, mely 1999. március 31-én jelent meg PC-re, és 1999 áprilisában PlayStationre. A játékba ugyanazt a grafikai motort építették be, amit a Grand Theft Autóban is használtak. Az előbbihez hasonlóan itt is több részből áll a játék, melyek elkülönülnek egymástól. A GTA London az első nevesebb kiegészítés, amely PlayStationön is megjelent. A játékban nem egy elképzelt város (mint más részekben Liberty City, Vice City és San Andreas), hanem a valós London a helyszín, 1969-ben.
A második kiegészítő London 1961 néven jött ki, a hivatalos honlapról ingyenesen letölthető. Ebben a játékban találkozhatunk az 1969-es rész több szereplőjével is. A készítők néhány autót átrajzoltak és átneveztek - talán kicsit elnagyolták a munkát. A küldetések vitán felül ebben az epizódban a legnehezebbek, néhol gyakorlatilag lehetetlen sikeresen teljesíteni a feladatot a szűk időkorlát miatt. Talán ennek is köszönhető, hogy a játék sosem lett túl népszerű.